# Vinci (Włochy)
Vinci – miasto i gmina we Włoszech, w regionie Toskania, w prowincji Florencja. W Vinci 15 kwietnia 1452 roku urodził się Leonardo da Vinci. Znajduje się tam muzeum poświęcone temu artyście, w którym można zobaczyć m.in. drewniane rekonstrukcje  maszyn oraz kopie obrazów i fresków Leonarda. 

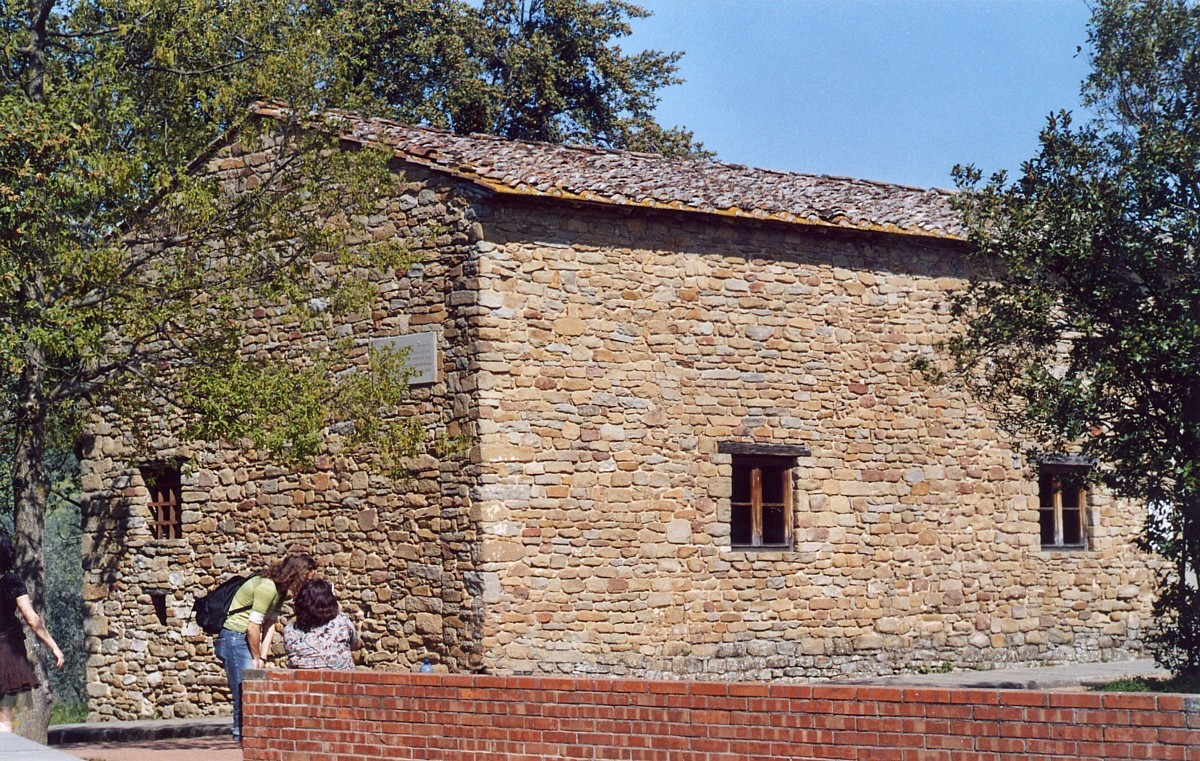
Dom rodzinny Leonarda da Vinci w Anchiano

Według danych na rok 2004 gminę zamieszkuje 13 765 osób, 254,9 os./km².

## Współpraca
- Allentown, Stany Zjednoczone
- Amboise, Francja